# Albert Brooks
Albert Brooks, all'anagrafe Albert Lawrence Einstein (Beverly Hills, 22 luglio 1947), è un attore, sceneggiatore, regista, comico e doppiatore statunitense.

## Biografia
È nato in una famiglia ebraica, figlio di Thelma Leeds, cantante e attrice, e Harry Einstein, comico radiofonico. Suo padre morì per un arresto cardiaco quando Albert aveva 11 anni; è inoltre fratello dell'attore Bob Einstein. Nel 1975 ha diretto 6 cortometraggi per la prima stagione del Saturday Night Live. Dopo aver preso parte in diverse serie televisive, ha debuttato al cinema nel 1976 con il film Taxi Driver. In seguito ha recitato in film tra cui Soldato Giulia agli ordini (1980), Matrimonio impossibile (2003) e Drive (2011); ha inoltre doppiato i personaggi di Hank Scorpio nell'episodio 3F23 de I Simpson, di Marlin in Alla ricerca di Nemo (2003) e nel suo seguito Alla ricerca di Dory (2016), e di Russ Cargill in I Simpson - Il film (2007).

## Vita privata
È sposato dal 1997 con l'artista Kimberly Shlain, con cui ha avuto due figli: Jake (1998) ed Claire (2000).

## Filmografia

### Attore
- Taxi Driver, regia di Martin Scorsese (1976)
- Soldato Giulia agli ordini (Private Benjamin), regia di Howard Zieff (1980)
- Ai confini della realtà (Twilight Zone: The Movie), regia di Joe Dante (1983)
- Un'adorabile infedele (Unfaithfully Yours), regia di Howard Zieff (1984)
- Pubblicitario offresi (Lost in America), regia di Albert Brooks (1985)
- Dentro la notizia - Broadcast News (Broadcast News), regia di James L. Brooks (1987)
- Prossima fermata: paradiso (Defending Your Life), regia di Albert Brooks (1991)
- Una figlia in carriera (I'll Do Anything), regia di James L. Brooks (1994)
- Se mi amate... (Critical Care), regia di Sidney Lumet (1997)
- Out of Sight, regia di Steven Soderbergh (1998)
- La dea del successo (The Muse), regia di Albert Brooks (1999)
- Matrimonio impossibile (The In-Laws), regia di Andrew Fleming (2003)
- Drive, regia di Nicolas Winding Refn (2011)
- Questi sono i 40 (This Is 40), regia di Judd Apatow (2012)
- 1981: Indagine a New York (A Most Violent Year), regia di J. C. Chandor (2014)
- Zona d'ombra (Concussion), regia di Peter Landesman (2015)

### Doppiatore
- personaggi vari ne I Simpson - serie TV, 7 episodi (1990-2023)
- personaggi vari ne Il dottor Dolittle (Dr. Doolittle), regia di Betty Thomas (1998)
- Marlin in Alla ricerca di Nemo (Finding Nemo), regia di Andrew Stanton e Lee Unkrich (2003)
- Russ Cargill ne I Simpson - Il film (The Simpsons Movie), regia di David Silverman (2007)
- l'uomo d'affari ne Il piccolo principe (The Little Prince), regia di Mark Osborne (2015)
- Marlin in Alla ricerca di Dory (Finding Dory), regia di Andrew Stanton (2016)
- Tiberius in Pets - Vita da animali, regia di Chris Renaud (2016)
- Tiberius in Pets 2 - Vita da animali, regia di Chris Renaud (2019)

### Regista
- Real Life (1979)
- Modern Romance (1981)
- Pubblicitario offresi (Lost in America) (1985)
- Prossima fermata: paradiso (Defending Your Life) (1991)
- Mamma torno a casa (Mother) (1996)
- La dea del successo (The Muse) (1999)
- Looking for Comedy in the Muslim World (2005)

## Doppiatori italiani
Nelle versioni in italiano dei suoi film, Albert Brooks è stato doppiato da:
- Carlo Valli in Weeds, Questi sono i 40, Zona d'ombra
- Massimo Rinaldi in Dentro la notizia - Broadcast News, Prossima fermata: paradiso
- Francesco Pannofino in Una figlia in carriera, La dea del successo
- Massimo Giuliani in Taxi Driver
- Claudio Capone in Soldato Giulia agli ordini
- Oreste Rizzini in Ai confini della realtà
- Sergio Di Giulio in Un'adorabile infedele
- Sergio Graziani in Se mi amate...
- Angelo Nicotra in Out of Sight
- Oliviero Dinelli in Matrimonio impossibile
- Stefano De Sando in Drive
- Renato Cortesi in 1981: Indagine a New York

Da doppiatore è sostituito da:
- Luca Zingaretti in Alla ricerca di Nemo, Alla ricerca di Dory
- Marco Mete in Pets - Vita da animali, Pets 2 - Vita da animali
- Fabrizio Pucci ne I Simpson (Jacques, episodi 1x09, 34x07)
- Loris Loddi ne I Simpson (Jacques, episodio 6x03)
- Rodolfo Bianchi ne I Simpson (Brad Goodman)
- Andrea Ward ne I Simpson (Hank Scorpio)
- Roberto Draghetti ne I Simpson (Tab Spangler)
- Andrea Roncato ne Il dottor Dolittle
- Omero Antonutti ne I Simpson - Il film
- Giuseppe Battiston ne Il piccolo principe

## Riconoscimenti
- Premi Oscar 1988 – Candidatura all'Oscar al miglior attore non protagonista per Dentro la notizia - Broadcast News